# Microsoft BizTalk Server
Microsoft BizTalk Server は、マイクロソフトのビジネスプロセス管理 (BPM) サーバ製品である。企業で使われている他のソフトウェアシステムとのやり取りをする各種「アダプタ」を使い、ビジネスプロセスの自動化と統合を実現する。マイクロソフトによれば、ビジネスプロセス自動化、ビジネスプロセスモデリング、企業間電子商取引 (B2B)、企業アプリケーション統合、メッセージブローカーといった機能を提供する。
典型的シナリオでは、BizTalk は組織内や組織間で異なるアプリケーション間の文書交換をすることで、企業のビジネスプロセスを統合管理できるようにする。
BizTalk Server の開発は Visual Studio .NET を使って行われた。

## バージョン
- 2000年以後、以下のバージョンがリリースされた。
  - 2000-12-01 BizTalk Server 2000
  - 2002-02-04 BizTalk Server 2002
  - 2004-03-02 BizTalk Server 2004 (Microsoft .NET 1.0対応)
  - 2006-03-27 BizTalk Server 2006 (Microsoft .NET 2.0対応)
  - 2007-10-02 BizTalk Server 2006 R2 (Microsoft.NET 3.5 対応、Windows Communication Foundation と Windows Workflow Foundation を利用）
  - 2010-04-27 BizTalk Server 2009 (Visual Studio 2008対応)
  - 2010-10-01 BizTalk Server 2010 (Visual Studio 2010 と Microsoft .NET 4.0対応)
  - 2013-03-21 BizTalk 2013 (Visual Studio 2012 と Microsoft .NET 4.5対応)
  - 2014-06-23 BizTalk 2013 R2 (Visual Studio 2013 と Microsoft .NET 4.5.1対応)
  - 2016-09-30 BizTalk Server 2016
  - 2017-04-26 BizTalk Server 2016 Feature Pack 1 (Application Insights and Power BI integration; Swagger-compatible REST Management APIs)
  - 2017-11-21 BizTalk Server 2016 Feature Pack 2 (Azure integration)
  - 2018-06-26 BizTalk Server 2016 Feature Pack 3 (Office 365 integration)
  - 2020-01-15 BizTalk Server 2020 (First version to work with Visual Studio 2019 and Microsoft .NET 4.7)

## 機能
- アダプタを使い、ビジネスアプリケーション（Siebel、SAP、JD Edwards、オラクルなど）、データベース（SQL Server、Oracle、DB2など）、その他（Tibco、Jakarta EEなど）と連携する。
- 擬似英語形式でビジネスルールをモデリングする前向き連鎖方式のビジネスルールエンジン。
- ビジネス活動監視 (BAM)。モデル化されたビジネスプロセスの動きをデジタルダッシュボードでグラフィカルに表示する。
- 電子データ交換 (EDI) 機能（X12、HIPAA、EDIFact をサポート）。
- アクセラレータ（RosettaNet、HL7、SWIFT といった標準をサポート）。
- ビジネスプロセスのグラフィカルなモデリング、異なるメッセージフォーマットのグラフィカルなマッピング、アダプタ経由でシステムに入ってくるメッセージを復号・検証・構文解析するパイプラインの構築。
- オーケストレーションによるビジネス管理プロセスの自動化。
- 他のマイクロソフト製品（Office、Infopath、SharePoint など）と連携し、ワークフローに関わる人間とやり取りする。
- Webサービスの広範囲なサポート
- RFIDサポート

## アーキテクチャ
BizTalk Server のランタイムは出版-購読型モデルに基づいており、これを「コンテンツベース出版-購読」などとも呼ぶ。メッセージがシステム内に「出版」されると、それを1つ以上の動作中の購読者が受信する。

## アダプタ
BizTalk は各種プロトコルでの通信のためのアダプタを備えており、その用途で Microsoft SharePoint を使うこともできる。BizTalk Server 2006 に含まれるアダプタとしては、Base EDI (Covast)、File、HTTP、FTP、SMTP、POP3、SOAP、SQL、MSMQT、Web Services Enhancements (WSE) 2.0、Windows SharePoint Service (WSS) などがある。サードパーティからもアダプタがリリースされている。